# 3차원 텔레비전

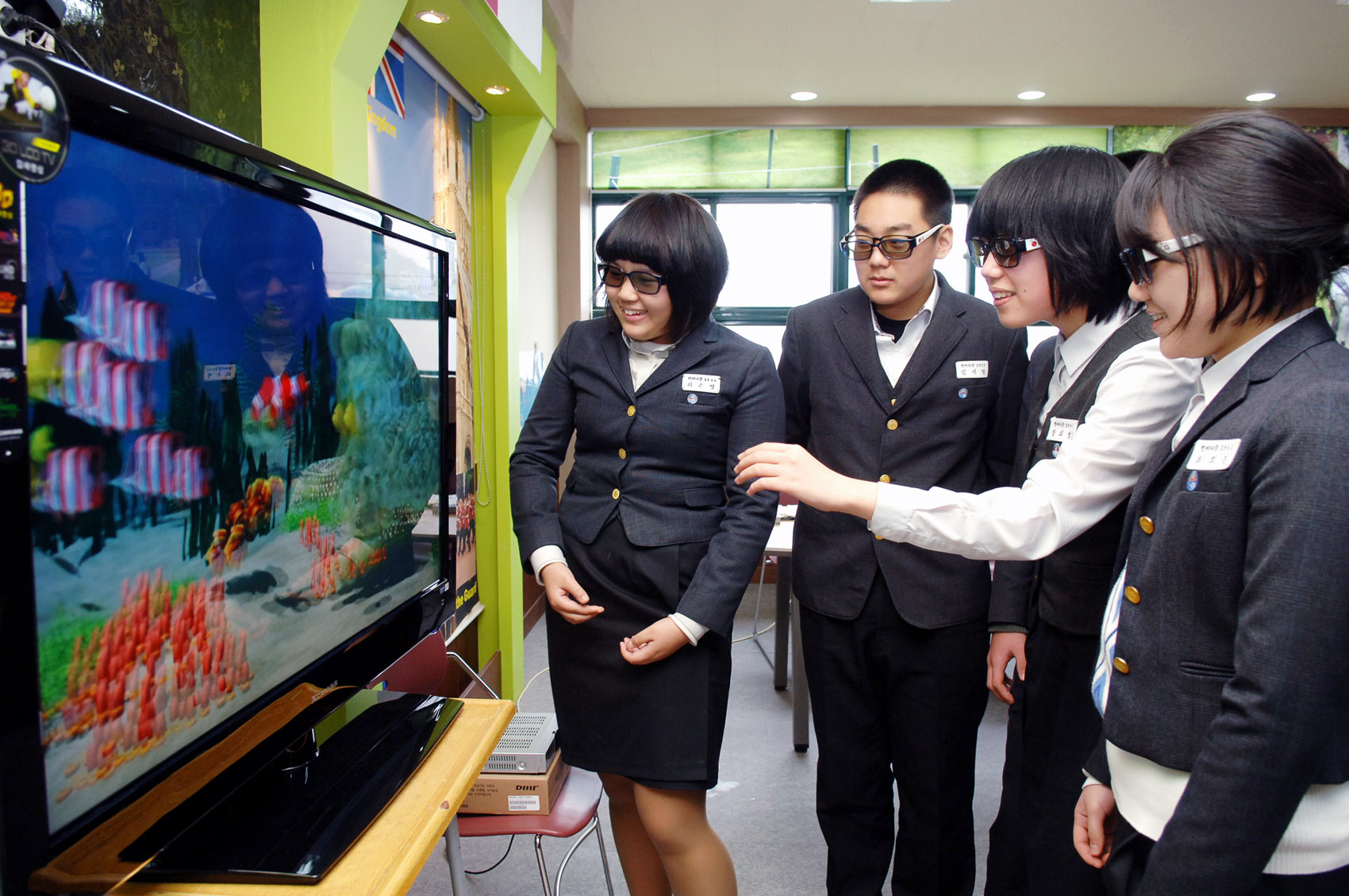
3DTV

3차원 텔레비전(3-Dimensional Television, 3D-TV)는 기존의 2차원 모노 영상에 깊이 정보(Depth)를 부가하여 시청자가 마치 시청각적 입체감을 느끼게 함으로써 생동감 및 현실감을 제공하는 새로운 개념의 텔레비전 방송이다.

## 정의
3DTV 방송 기술이란 두 눈과 스테레오스코피(Stereoscopy) 기술을 적용하여 2차원 영상에 부가적으로 얻을 수 있는 정보를 창출하고, 이 창출된 부가적인 정보로 인하여 인간이 마치 영상이 제작되고 있는 장소에 있는 것 같은 생동감 및 현실감을 느낄수 있게 하는 기술이다. 현재 세계적인 규모의 박람회나 전시장 등의 이벤트 행사장에서는 반드시 라고 해도 될 만큼 3D 영상 기술을 사용한 전시 시설이 설치되어 있으며, 아름다운 입체 영상을 즐길 수 있다. 눈앞에 펼쳐진 3D 영상을 잡으려고 손을 내밀어 버리거나, 전방에서 다가오는 영상을 엉겁결에 피하거나 할 만큼, 3D 영상은 종래의 2D 영상과는 전혀 다른 효과를 가지고 있다.

## 장점
시각, 청각 뿐 아니라 그 외의 오감정보를 부호화하여, 원격지 사이에서의 커뮤니케이션을 실시간으로 대면 커뮤니케이션과 차이가 없는 환경을 제공하고자 하는 기술, 즉 실감 방송 기술에 대한 개발도 활발해지고 있다. 다시 말하면, 음성 전화만으로 이루어지던 커뮤니케이션 영상전화로 발전하고 있는 것과 같이, 2차원적인 시각, 청각에 의존하고 있는 TV 기술에 덧붙여 3차원적인 영상과 오디오를 비롯하여, 촉감이나, 맛, 냄새, 그 밖에 심부 감각이나 평형감각에 관하여도 상대방에게 전송함으로써 커뮤니케이션 상대와의 실감적인 정보의 교환, 공유가 가능하게 될 것이다.

## 역사
3D 입체 영상의 역사를 살펴보면, 3D 이미지에 대한 아이디어들은 고대 시대에서부터 발전해 온 것으로 알려진다. 그리스 시대의 Euklides(기원전 300년경)는 쌍안경을 발명하였으며, 레오나르도 다빈치는 3차원 그림에 대한 이론들을 만들었다.
1838년 Sir Charles Wheatstone은 2차원 이미지를 3D로 구현할 수 있는 최초의 입체경을 발명하였다. 그 후, David Brewster는 1844년에 Wheatstone의 입체경을 개량하여 입체영상 장치를 소개하였고, 이 입체영상 장치는 1851년 세계박람회에서 Louis Jules Duboscq의 'the British Queen Victoria'를 통해 널리 알려졌다. 2차 세계대전 이전까지는 중산층 가정에서 입체(3D) 카메라를 소유하는 것은 보편적인 일이었다. 하지만 2차 대전 후 장난기 있는 3D 카메라와 사진들을 대신하여 보다 사실성에 입각한 포토저널리즘의 사진과 같은 사실주의 사진들이 일반적으로 보급된다.
이후 3D 영상기술은 영화와 함께 발전했다. 1855년 최초로 3D 영사기가 발명되었으며, 1915년 최초의 두 가지 색을 이용한 입체영화가 만들어졌으며, 1922년 입체영상을 사용한 최초의 대중 영화 <Power of Love>가 상영되었다. 1935년엔 최초의 천연색을 사용한 입체영화가 등장하였다. 1950년대 텔레비전의 빠른 보급에 대응하여, 미국 내 영화관들은 3D 영화를 많이 상영하였다. 이에 대한 방증으로 알프레드 히치콕의 영화 <Dial M for Murder>의 경우 최초 3D로 만들어질 예정이었다고 한다.
하지만 영화의 상업적 보급, 그리고 이용과 이익 때문에 최초의 기획과는 달리 일반적인 2D 영상으로 제작되었다고 한다. 1947년 Sovjet 역시 3D 영화제작에 뛰어들었으며, 그는 최초로 일반 영화 길이의 3D 영화 <Robinson Cruseo>를 만들게 된다.
비록 3D 영화가 일반 대중에게 인기가 있었다고 하나, 영화를 하나의 문화적 표현 도구로 심각하게 생각하던 당시 비평가 혹은 평론가들에게 3D 영화는 혹평을 받는다. 이들은 3D 영화들이 관객들에게 단순하고 신기한 눈속임에만 치중하여 본질적인 영화의 질적 성장을 저해한다고 판단하였다. 주로 1970년대 초반 영화에 대한 평가나 의견들을 들을 수 있는 채널이 이들 평론가들을 통한 의견이 전부였던 시절에 이러한 비판적이고 가치절하적인 평가들은 관객들로 하여금 3D 영화를 멀리하게 된 계기가 되었다.
텔레비전을 통한 3D 입체영상 콘텐츠는 SBS에서의 2010년 남아공 월드컵 중계 이외에는 아직까지 방영된 역사가 없다.
그러나 현재 각 방송사에서 3D 프로그램의 제작을 준비중이다.
현재 3D 디스플레이는 안경식과 무안경식이 있는데 3D TV의 보급에 대표적인 걸림돌이 부족한 3D 컨텐츠와 더불어 안경이 불편하기 때문인 것으로 나타났다. 안경이 불편한 문제를 해결하기 위해 무안경식 3D TV도 일부 출시되기는 했지만, 화면 사이즈가 작고 해상도가 떨어지며 시청위치를 벗어날 경우 3D효과를 느낄 수 없는 기술적 단점이 존재하는 것으로 나타났다.

## 3D TV 콘텐츠에 대한 반응
특수 안경이 3D 드라마를 보기 위해 필요한 한은 집 안에 앉아서 혹은 누워서 드라마를 시청하는 편안함을 해치는 것이며, 이러한 제한점들은 시청자들이 현재의 2D 기반의 텔레비전 대신 3D 텔레비전을 선택하기 어렵게 할 것이라 말한다. 마지막 부정적 평가로 그는 "드라마 방영 내내 3D 입체영상의 효과를 생각한 부자연스러운 연출은 드라마에 대한 몰입을 방해했으며, 과장된 행동들은 드라마 자체에 대한 질적 저하를 가져왔다"고 분석한다. <CNET>의 Erica Ogg 기자 역시 "단순한 눈속임이었으며, 3D 영상이 드라마에 어떠한 기여도 하지 못했다"라고 말한다. 이러한 지적들은 분명 3D 텔레비전에서 구현될 드라마, 광고, 기타 다른 영상 콘텐츠들이 어떻게 3D가 구현할 수 있는 기술적 풍부성을 질적으로 향상시키며 소화할지 심사숙고할 부분일 것이다.
어떻게 보면 3D 영상이 일반 텔레비전을 통해 보급되기 시작하는 2009년은 지난 1970년대 3D 영화들이 겪은 시련과 유사해 보인다. 앞서 언급된 부정적인 평가들처럼 현재의 시점에서 3D 텔레비전이 극복해야 할 과제들은 너무도 많아 보인다. 3D 영상의 장점을 극대화할 수 있는 방송 콘텐츠의 구성과 촬영, 보조 특수 안경의 제한점, 마지막으로 고화질 영상을 구현하지 못하는 점 등등의 제한점들은 현재의 과제들일 것이다. 또한 현재까지는 일반 대중들이 쉽게 접근하기 어려운 높은 가격장벽(40인치 1만 2,000불, 20인치 3,000불 이상 예상) 역시 쉽지 않은 과제일 것이다. 하지만 1970년대의 영화 산업과 현재 3D 텔레비전 산업의 다른 점은 단순한 눈속임 같은 입체영상이 아닌, 기술력이 바탕이 되어 3D 입체영상이 가진 우수성과 프리센스(presence) 경험을 가시화할 수 있다는 부분일 것이다.

## 현황

### 일본
2007년 8월 총무성, 정보통신기술 국제경쟁력 강화를 위한 중점 기술로 3DTV와 UHDTV를 선정. 2007년 12월 위성방송 BS11을 통해 방송 시작

### 유럽
BBC, Philips 중심으로 3D4YOU Project 결성. 3D, 고속프레임, 가상현실 등의 핵심기술 개발을 하게 되었으며 영국 케이블,위성방송사 BskyB 계열채널인 스카이스포츠는 1일 잉글랜드 프리미어리그 맨체스터유나이티드와 아스널 경기를 영국 9개 술집에서 3차원(3D)으로 생중계했다. 정규 위성 디코더 박스를 통해 사상 처음으로 축구경기를 생중계했다. 이전에 영국과 미국에서 폐쇄회로 방식으로 스포츠 경기를 시험방송한 것과는 차원이 다르다. 이날 3D로 경기를 본 축구팬들은 “경기장에 가서 봤던 것보다 훨씬 가까이서 경기를 보는 느낌이었다”며 만족스러운 반응을 보였다.

### 대한민국
ETRI를 중심으로 연구되어 왔으며, DTV용 3DAV 미디어처리기(2004),모바일 응용 스테레오스코픽 비디오 파일포맷 MPEG표준(2009) 등의 성과가 있다. 특히 원천기술이 대한민국에 있는 DMB를 이용한 3D DMB가 우선적으로 개발되었고, 중장기적으로 고화질 다시점 3DTV방송 기술 및 홀로그래픽 방송기술을 개발할 계획이다.
산업계에선 3D 디스플레이 기술을 중심으로 개발하고 있으나, 연구개발 투자규모는 미미하다.
차세대방송표준포럼 3DTV분과위원회에서 기술검토 및 표준화 작업을 준비중이다.
이렇게 오랜 준비 끝에 KBS와 MBC, SBS, EBS 등 지상파 4사가 참여하는 3D 입체 시범방송 서비스가 2010년 5월 19일 오후 7시를 기해 KBS의 '2010 대구 국제육상경기대회' 중계를 필두로 송출을 개시했다.
방송통신위원회 주관으로 이뤄지는 이번 시범 서비스는 향후 7월12일까지 약 두달간에 걸쳐 서울과 경기지역 일부를 대상으로 이뤄진다. 각 지상파 방송사들은 관악산송신소에서 지상파 66번 채널을 통해 각사가 독자적으로 편성한 3D 프로그램들을 순차적으로 방영할 계획이다.
이번 3D 시범방송은 수도권 지역에서 지상파방송 신호를 직접 수신할 수 있는 가정에서만 시청 가능하며, 3D 전용TV는 필수다. 유료방송 가입자들의 경우 셋톱박스 전원을 꺼야 시청할 수 있다. 방송통신위원회에 따르면, 2010년 케이블망을 이용한 실험방송이 실시되며, 2011년 대구 세계육상선수권대회와 2012년 런던올림픽을 스카이라이프를 통해 시험방송할 계획이다.
2010년 한국의 삼성전자에서 3D LED TV를 세계 최초로 개발하였다.아직 3D TV 시청할 때 필요한 안경은 표준화가 안되어 2011년 경에 표준화를 목표로 진행 중에 있다.

## 같이 보기
- 듀얼 스트림(Dual Stream)